# 박성호 (아나운서)
박성호(1963년 6월 3일 ~ )는 가톨릭평화방송의 아나운서이다.

## 학력
- 한양대학교 신문방송학과 학사

## 경력
- 가톨릭평화방송 아나운서

## 수상
- 2005년 한국방송대상 교양프로그램 제작상
- 2006년 한국아나운서협회 진행자상